# Kanagram
Kanagram fou un reemplaçament del KMessedWords, que va aparèixer com a novetat al llançament del KDE 3.5. Forma part del Kdeedu, barreja les lletres en un anagrama i l'usuari ha d'encertar la paraula que s'ha format.
Kanagram inclou característiques com diverses llistes de paraules, consells i trucs. Així mateix, té un editor de vocabulari, de manera que qualsevol pot elaborar el seu propi vocabulari i distribuir-lo gràcies al seu servei de descàrrega KNewStuff.